# Unari
Unari är en sjö i Finland. Den ligger i kommunen Sodankylä i landskapet Lappland, i den norra delen av landet, 800 km norr om huvudstaden Helsingfors. Unari ligger 179,8 meter över havet. Arean är 28,81 kvadratkilometer och strandlinjen är 73,01 kilometer lång. Sjön  ingår i Kemi älvs huvudavrinningsområde.   Den sträcker sig 10,7 kilometer i nord-sydlig riktning, och 10,7 kilometer i öst-västlig riktning.
I övrigt finns följande i Unari:
- Porosaari (en ö)
- Kemiläissaari (en ö)
- Joensuunsaari (en ö)
- Järvisaari (en ö)
- Aataminsaari (en ö)
- Vitsasaari (en ö)
- Ojalahdensaari (en ö)
- Pieskansaari (en ö)
- Akansaari (en ö)
- Mastosaari (en ö)
- Kivi-Kiira (en ö)
- Kiiransaari (en ö)
- Konsansaari (en ö)
- Satkonsaari (en ö)

I övrigt finns följande vid Unari:
- Joukkaisoja (ett vattendrag)
- Konsajärvi (en sjö)
- Mitkasjärvi (en sjö)
- Moulusjoki (ett vattendrag)
- Vasikkaoja (ett vattendrag)